# ベネズエラのイスラム教

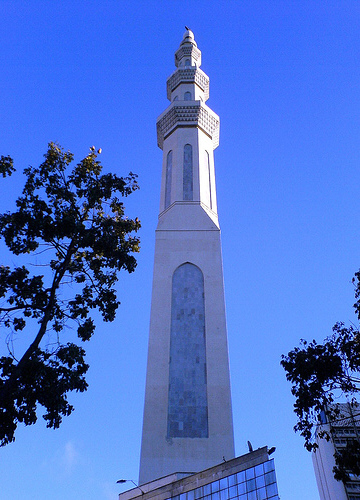
首都カラカスにある南米最大のモスク

本項目ではベネズエラのイスラム教について記述する。

## 概要
総人口の0.4%に当たる100000人程度がムスリムである。ベネズエラは小国にもかかわらずムスリムの影響力が強く、その多くはレバノン、パレスチナ、シリアの他トルコ出身者である。
首都カラカスにはムスリムが15000人おり、シェイフイブラヒムアルイブラヒムモスクは南米第2の規模を誇る。同モスクは急速に変化する地区にあってドームやミナレットが特徴的で、都市景観の中で独特な存在感を放つ。
イスラム経済の理念に基づき、女性のみを対象としたイスラム銀行が営業を行っている（「女性銀行」）。
マルガリータ島には大規模なアラブ系ムスリム共同体があり、地元のケーブルテレビではアルジャジーラやレバノンの民放であるレバノン放送が視聴可能。近年では中東放送センターやアラブラジオテレビネットワーク（いずれも本部はサウジアラビア）も見られる。
ムハンマド風刺漫画掲載問題を受け、約200人（主にムスリム）が2006年2月11日、カラカスにあるデンマーク大使館で抗議デモを行い、同国とアメリカ合衆国の両国旗を燃やす挙に出ている。
同年7月20日にはレバノン侵攻に抗議すべく、数10人がイスラエル大使館に詰めかけている。そのほとんどはムスリムであったが、一部親政府派もいたという。